# Broc (Maine-et-Loire)
Broc é uma ex-comuna francesa na região administrativa da Pays de la Loire, no departamento de Maine-et-Loire. Estendeu-se por uma área de 21,23 km². Em 2010 a comuna tinha 336 habitantes (densidade: 15,8 hab./km²).
Em 15 de dezembro de 2016 foi fundida com as comunas de Auverse, Breil, Chalonnes-sous-le-Lude, Chavaignes, Chigné, Dénezé-sous-le-Lude, Genneteil, Lasse, Linières-Bouton, Meigné-le-Vicomte, Méon, Noyant e Parçay-les-Pins para a criação da nova comuna de Noyant-Villages.